# Aphnaeus bracteatus
Aphnaeus bracteatus är en fjärilsart som beskrevs av Butler 1883. Aphnaeus bracteatus ingår i släktet Aphnaeus och familjen juvelvingar. Inga underarter finns listade i Catalogue of Life.